# Oron (district)
Het district Oron (Frans: District de Oron, Duits: Bezirk Oron) was een administratieve eenheid binnen het kanton Vaud. De hoofdplaats is Oron-la-Ville. Het district is in de cirkels (Frans: Cercle) Mézières en Oron opgesplitst. Na de districtelijke herindelingen van het kanton Vaud in 2008 is het kanton opgegaan in de nieuwe districten Gros-de-Vaud, Lavaux-Oron en Broye-Vully
Het district bestaat uit 22 gemeenten, heeft een oppervlakte van 76,03 km² en heeft 10.924 inwoners (eind 2006).
| Carrouge           | 875  | 5,43 |
| Corcelles-le-Jorat | 421  | 7,94 |
| Les Cullayes       | 673  | 2,12 |
| Mézières           | 1067 | 3,48 |
| Montpreveyres      | 505  | 4,11 |
| Peney-le-Jorat     | 358  | 4,46 |
| Ropraz             | 358  | 4,82 |
| Vulliens           | 420  | 6,64 |

| Bussigny-sur-Oron  | 53   | 1,17 |
| Châtillens         | 461  | 2,11 |
| Chesalles-sur-Oron | 145  | 2,00 |
| Ecoteaux           | 331  | 3,55 |
| Essertes           | 258  | 1,66 |
| Ferlens            | 294  | 2,18 |
| Les Tavernes       | 133  | 2,29 |
| Les Thioleyres     | 209  | 1,93 |
| Maracon            | 419  | 4,39 |
| Oron-la-Ville      | 1278 | 3,11 |
| Oron-le-Châtel     | 278  | 1,26 |
| Palézieux          | 1223 | 5,77 |
| Servion            | 1044 | 4,20 |
| Vuibroye           | 121  | 1,41 |

Aigle · Broye-Vully · Gros-de-Vaud · Jura-Nord vaudois · Lausanne · Lavaux-Oron · Morges · Nyon · Ouest lausannois · Riviera-Pays-d'Enhaut

Voormalige districten: Aubonne · Avenches · Cossonay · Echallens · Grandson · La Vallée · Lavaux · Moudon · Orbe · Oron · Payerne · Pays-d'Enhaut · Rolle · Vevey · Yverdon